# 二氢黄樟素
二氢黄樟素是一种有机化合物，化学式为C10H12O2。它可由黄樟素或异黄樟素在三氯化钌水合物等催化剂催化下由硼氢化钠反应得到。它在1,4-萘二甲腈存在下于乙腈水溶液中光照反应，可以得到5-丙酰基苯并二𫫇茂。